# Cortland Finnegan
Cortland Temujin Finnegan (Fayetteville, 12 febbraio 1984) è un ex giocatore di football americano statunitense che ha giocato nel ruolo di cornerback nella National Football League (NFL). Fu scelto nel corso del settimo giro (215º assoluto) del draft NFL 2006 dai Tennessee Titans. Al college giocò a football alla Samford University.

## Carriera professionistica

### Tennessee Titans
Finnegan fu scelto nel corso del settimo giro del Draft 2006 dai Tennessee Titans. Nella sua stagione da rookie disputò tutte le 16 partite, 2 delle quali come titolare (una il 15 ottobre contro i Washington Redskins e una il 19 novembre contro i Philadelphia Eagles). Finnegan terminò la sua prima annata da professionista con 57 tackle, 2 sack, tre pressioni sul quarterback, sette passaggi deviati, un fumble forzato oltre a ritornare un fumble di David Garrard per 92 yard in un touchdown durante la gara del 17 dicembre contro i Jacksonville Jaguars. Inoltre si classificò al quarto posto della squadra con 15 tackle come membro degli special team e un fumble recuperato.
Finnegan divenne titolare nella sua seconda stagione nel Tennessee, coi Titans che vinsero le prime 6 partite consecutive. Egli giocò come cornerback sia di sinistra che di destra; da segnalare in particolare un fumble ritornato per 92 yard in touchdown contro i Jacksonville Jaguars domenica 17 dicembre. Quello fu uno dei tre TD difensivi segnati dai Titans in quella partita, un record di franchigia.
Nel primo turno della stagione 2008, Finnegan fu nominato miglior difensore della settimana della AFC per aver intercettato due passaggi di David Garrard. Il 16 dicembre 2008, Cortland fu convocato come titolare per il suo primo Pro Bowl e fianco del cornerback degli Oakland Raiders Nnamdi Asomugha.
Nella stagione 2009, il giocatore disputò 13 partite, tutte come titolare, totalizzando 63 e cinque intercetti, eguagliando il primato in carriera stabilito nella stagione precedente.
Nell'annata 2010, Finnegan disputò tutte le 16 gare come titolare, stabilendo il proprio record in carriera con 100 tackle, oltre a un sack, 9 passaggi deviati e 2 intercetti.
Nella stagione 2011, l'ultima coi Titans, Cortland mise a segno 77 tackle, 11 passaggi deviati e un intercetto. A fine stagione fu votato al 93º posto nella NFL Top 100, l'annuale classifica dei migliori cento giocatori della stagione.

### St. Louis Rams
Finnegan firmò un contratto quinquennale, del valore di 50 milioni di dollari, 27 milioni dei quali garantiti, coi St. Louis Rams il 13 marzo 2012. Il 9 settembre, nella partita di debutto con la maglia dei Rams, Finnegan guidò la squadra con 10 tackle e un intercetto ai danni di Matthew Stafford dei Detroit Lions. Nel turno successivo i Rams ottennero la prima vittoria stagionale vincendo 31-28 contro i Washington Redskins con Cortland che totalizzò 5 tackle e il primo intercetto subito in carriera da Robert Griffin III.
Nella settimana 3 i Rams persero contro i Chicago Bears: Finnegan mise a segno il terzo intercetto in altrettante partite, ai danni di Jay Cutler.
Nella settimana 5 della stagione 2012 i Rams si portarono su un record di 3-2 vincendo contro i rivali di division degli Arizona Cardinals: Finnegan guidò la squadra con 10 tackle e un fondamentale sack su Kevin Kolb su una situazione di quarto down nei minuti finali gara che pose fine alle speranze di rimonta dei Cardinals.
Il 5 marzo 2014, Finnegan fu svincolato dai Rams.

### Miami Dolphins
Il 14 marzo 2014, Finnegan firmò coi Miami Dolphins un contratto biennale del valore di 11 milioni di dollari. Nella settimana 4 recuperò un fumble ritornandolo per 50 yard in touchdown, nella vittoria sui Raiders a Londra.
L'11 marzo 2015, Finnegan annunciò il proprio ritiro.

### Carolina Panthers
Il 30 novembre 2015, Finnegan tornò sui propri passi firmando con i Carolina Panthers. Nel secondo turno di playoff fece registrare un intercetto su Russell Wilson nella vittoria sui Seahawks che portò la squadra in finale di conference.

## Palmarès

### Franchigia
- National Football Conference Championship: 1

Carolina Panthers: 2015

### Individuale
- Pro Bowl: 1

2008
- First-Team All-Pro: 1

2008

## Statistiche
| Partite totali      | 128 |
| Partite da titolare | 111 |
| Tackle totali       | 645 |
| Sack                | 7,0 |
| Intercetti          | 18  |
| Touchdown           | 4   |
| Fumble forzati      | 5   |